# Concours externe dans la fonction publique française
 (janvier 2023).
- Si vous ne connaissez pas le sujet, laissez ce bandeau (vous pouvez alors contacter les auteurs).
- Si vous supprimez le contenu mis en cause (vous pouvez préalablement contacter les auteurs),

argumentez précisément cette suppression dans la page de discussion
(un manque de référence n'est pas un argument ; une recherche réelle de référence doit avoir été effectuée, être formellement documentée).
En France, un concours externe de recrutement de la fonction publique permet d'entrer dans la fonction publique par opposition à un concours interne, dont les candidats sont déjà agents publics.

## Base juridique
L'accès à l'une des trois fonctions publiques (État, territoriale, hospitalière) est soumis à la réussite à un concours depuis la loi de 1946 portant statut de la fonction publique. Le concours est supposé garantir la protection contre un recrutement arbitraire ou clientéliste.

## Critiques
Sous certaines conditions, des personnes qui n'ont jamais été fonctionnaires peuvent accéder aux concours internes, par exemple pour des vacataires réguliers.
À cause de l'augmentation des recrutements en CDD, souvent l'issue des concours externes se termine par l'admission du candidat déjà en poste au détriment des autres.

## Concours externe spécial
Un concours externe spécial présente une spécificité par rapport à un autre concours externe semblable. Par exemple pour le concours de recrutement de professeur des écoles (CRPE), il est semblable au concours externe, mais contient en plus une épreuve de langue régionale.

## 3econcours
La dénomination « 3e concours » désigne en France un concours externe ouvert aux personnes justifiant d'un certain nombre d'années d'activité. Théoriquement le nombre d'années d'activité est supposé correspondre au niveau de diplôme dont on est dispensé : 4 ans pour un concours « bac+4 » d'attaché territorial, 5 ans pour le concours « bac+5 » d'attaché d'administration hospitalière, pour celui des IRA, ou ceux de l'Éducation Nationale, 8 ans pour le concours d'entrée « thésard (bac+8) » à l'ENA. Son organisation est discrétionnaire, par exemple le CNRS n'organise en principe pas de 3e concours pour ses recrutements d'ingénieurs de recherche (« thésard (bac+8) »).
Par rapport au nombre total de places ouvertes, le pourcentage de postes est à la discrétion de l’administration organisatrice, il peut par exemple présenter un nombre arbitraire de postes (1 à 3) ou une proportion (5 à 15%), qui sont dévolus au troisième concours. Sauf exception, le 3e concours est systématiquement organisé aux mêmes dates que le concours externe, pour que les candidats ayant à la fois le niveau d'études et le nombre d'années d'activité requis ne participent pas aux deux concours.
Il est notable que la validation des acquis de l'expérience (VAE) en France autorise la remise de diplôme sur base unique de l'expérience. Puisqu'un candidat qui envisagerait un concours sur titres peut obtenir le titre par la VAE, le troisième concours ne devrait concerner en théorie que les concours généralistes (administration, enseignement), plutôt que les métiers spécialisés nécessitant un titre spécifique (par exemple concours d'électricien attaché à une mairie).
Ce concours porte la dénomination de « 3e concours » en référence au concours interne, supposé être le 1er concours, qui requiert d'être déjà agent public, et à l'éventuel 2d concours interne, qui suppose d'être agent public du ministère organisant le concours. Bien qu'il s'agisse d'un concours « externe », on peut le considérer comme « 3e concours interne » si on est déjà agent d'un service public, mais de droit privé (les « vacataires » peuvent néanmoins en principe s'inscrire au « 2d concours interne »).